# Vernon (Ardèche)
Vernon – miejscowość i gmina we Francji, w regionie Owernia-Rodan-Alpy, w departamencie Ardèche.
Według danych na rok 1990 gminę zamieszkiwało 185 osób, a gęstość zaludnienia wynosiła 50 osób/km² (wśród 2880 gmin regionu Rodan-Alpy Vernon plasuje się na 1442. miejscu pod względem liczby ludności, natomiast pod względem powierzchni na miejscu 1607.).

## Populacja

Populacja Vernon w latach 1962-2008